# 卫藏喇嘛
卫藏喇嘛，驻锡内蒙古自治区阿拉善盟阿拉善左旗的福因寺（阿拉善北寺），是藏传佛教格鲁派的转世系统。

## 沿革
第一世卫藏喇嘛阿旺达喜嘉木苏，是日宗多吉达格巴之转世活佛。18世纪末，被达赖派至阿拉善旗雅布赖山的一个山洞内作法安居。后来，道布增·伊西旦增敖斯尔请其来到福因寺，坐大喇嘛席位。后来，他在福因寺圆寂。
第二世卫藏喇嘛是对沁加木苏，经道布增·伊西旦增敖斯尔寻访认定，坐大喇嘛席位。第三世及第四世卫藏喇嘛的资料不详。第五世卫藏喇嘛仁沁加木苏（1932年4月13日生），6岁时被认定为卫藏喇嘛，坐福因寺大喇嘛席位。

## 历世卫藏喇嘛
以下不计追认，列出历世卫藏喇嘛：
| 世数   | 生年   | 坐床年份 | 卒年 | 汉文姓名            | 蒙古文姓名 |
| ------ | ------ | -------- | ---- | ------------------- | ---------- |
| 第一世 | ？     | ——       | ？   | 阿旺达喜嘉木苏      |            |
| 第二世 | ？     | ？       | ？   | 卫藏喇嘛·对沁加木苏 |            |
| 第三世 | ？     | ？       | ？   | （不详）            |            |
| 第四世 | ？     | ？       | ？   | （不详）            |            |
| 第五世 | 1932年 | 1938年？ | 在世 | 卫藏喇嘛·仁沁加木苏 |            |